# Bollberg

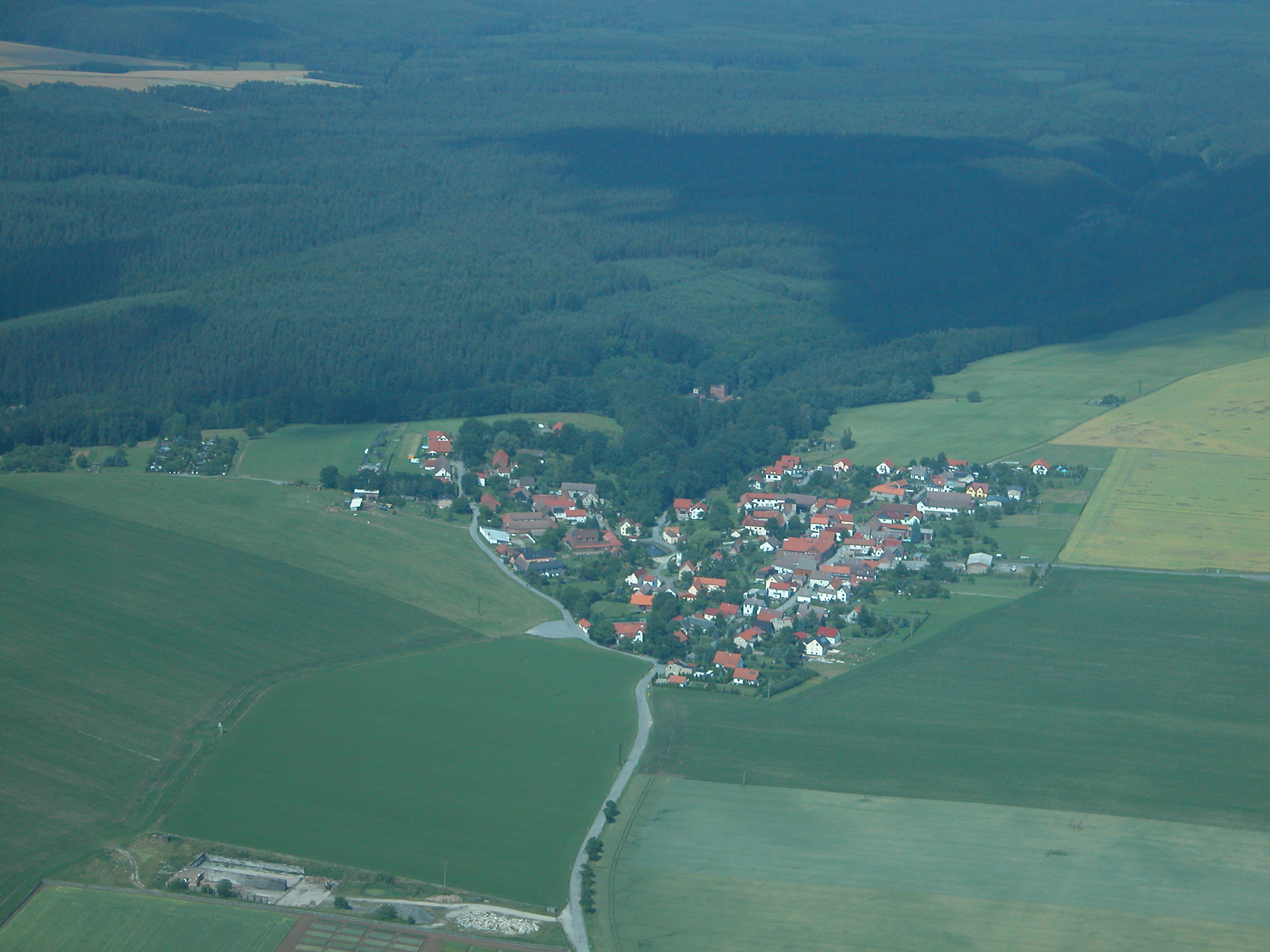
Blick nach Norden über Bollberg mit dem angrenzenden Zeitzgrund mit der Janismühle (2005)

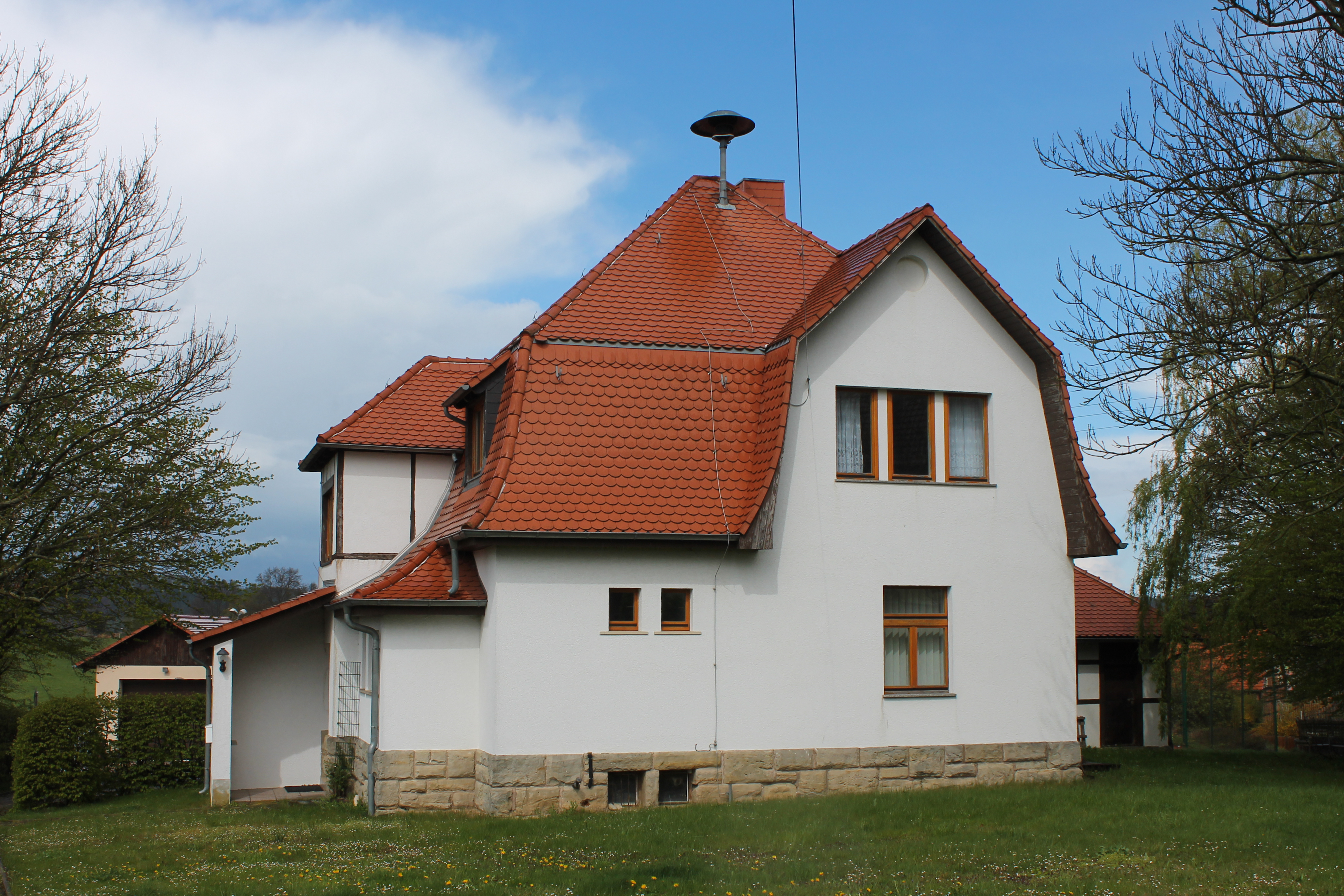
Gemeindehaus

Bollberg ist ein Ortsteil der Stadt Stadtroda im Saale-Holzland-Kreis. Bis zum 1. Januar 2019 war es eine eigenständige Gemeinde.

## Geografie
Bollberg liegt zwischen Stadtroda und dem Hermsdorfer Kreuz an der Bundesautobahn 4, Abfahrt Bollberg/Stadtroda. Geographisch liegt der Ort in der Landschaft der Saale-Elster-Sandsteinplatte in Ostthüringen.

## Geschichte
1425 war die urkundliche Ersterwähnung von Bollberg.
In Thüringen wurde 1963 das landwirtschaftliche Versuchswesen den Instituten für Landwirtschaft der Bezirke zugeordnet. Deshalb gründete man im Institut Tautenhain eine Arbeitsgruppe Feldversuchswesen. Sie bearbeitete die Versuchsstandorte Schleiz und Eliasbrunn auf Schieferverwitterungsböden und Schöngleina auf Muschelkalk als repräsentative Standorte für den Bezirk. Mit dem Aufbau der Versuchsstation in Bollberg wurden schließlich die Buntsandsteinböden versuchsmäßig erfasst. Außerdem kamen noch Sorten- und Ackerversuche hinzu. Am 1. Januar 1969 wurde die Zentralstelle für Sortenwesen in Nossen die vorgesetzte Dienststelle. Nach der Wende ist die Versuchsstation der 5 km entfernten Fachschule für Land- und Hauswirtschaft Stadtroda Partner geworden.
Zum 1. Januar 2019 wurde Bollberg nach Stadtroda eingemeindet. Letzter Bürgermeister war Bernd Ebel.

## Infrastruktur
- Lehr- und Versuchsanlage Bollberg der Fachschule für Agrarwirtschaft und Hauswirtschaft Stadtroda
- Gewerbegebiet „Die Trillers Büsche“

### Verkehr
Bei der Papiermühle befindet sich der zweigleisige Bedarfshalt Papiermühle (Kr. Stadtroda).
| Linie | Verlauf                                                                          | Takt                        | Betreiber     |
| ----- | -------------------------------------------------------------------------------- | --------------------------- | ------------- |
| RB 21 | Jena – Stadtroda – Papiermühle (Kr Stadtroda) – Hermsdorf-Klosterlausnitz – Gera | Bedarfshalt Zweistundentakt | Erfurter Bahn |

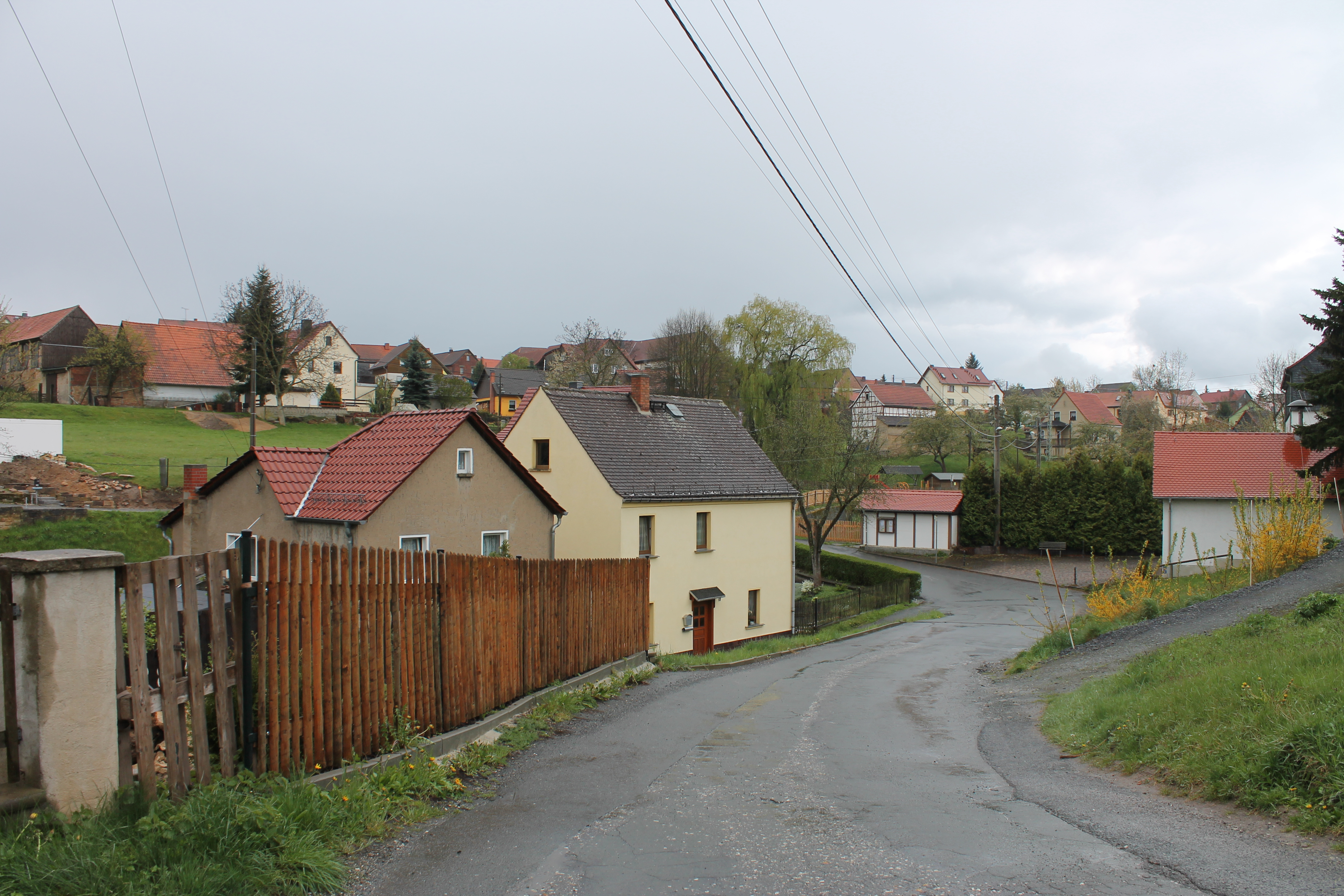
Ortsdurchfahrt
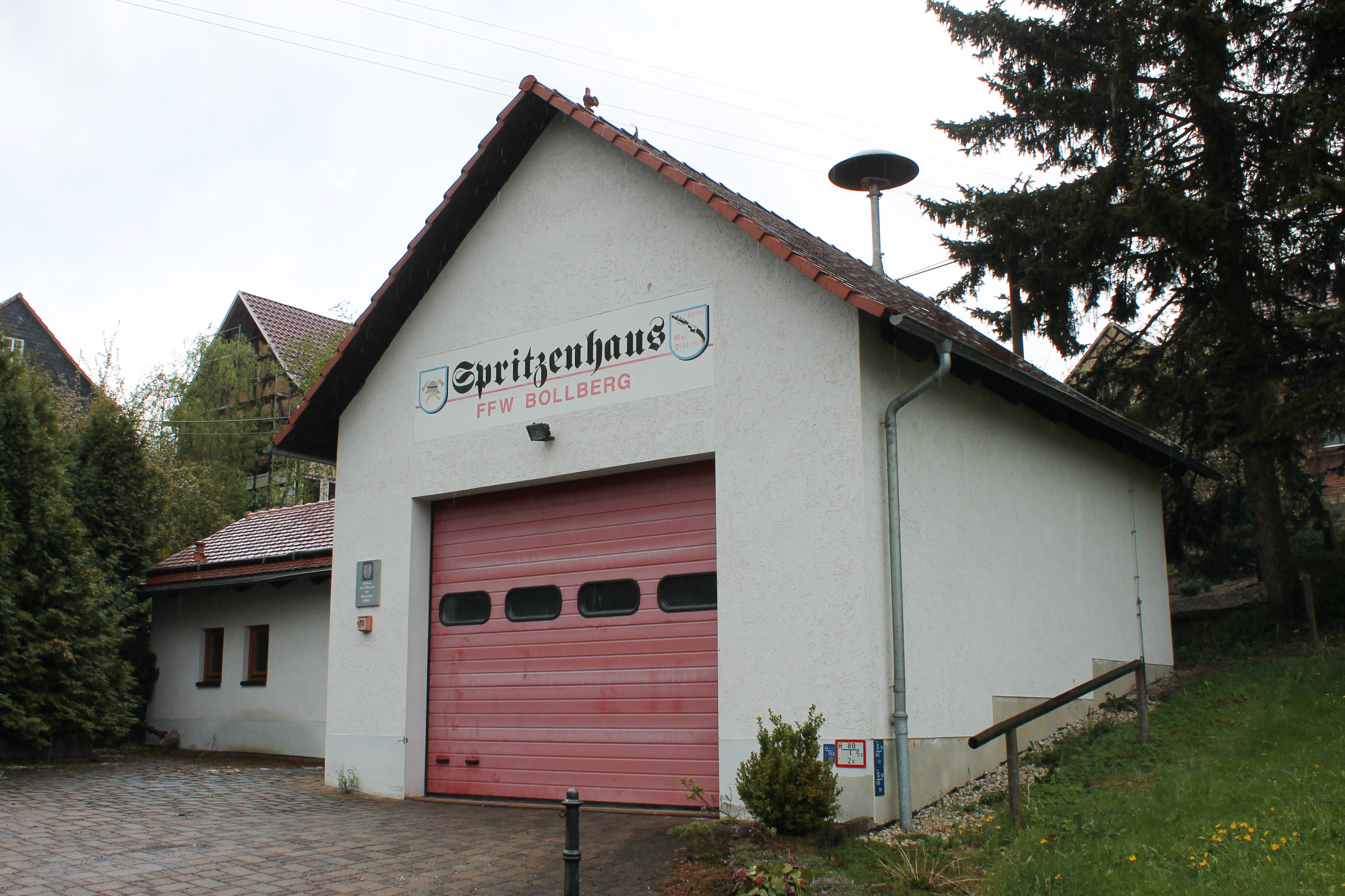
Spritzenhaus der Freiwilligen Feuerwehr
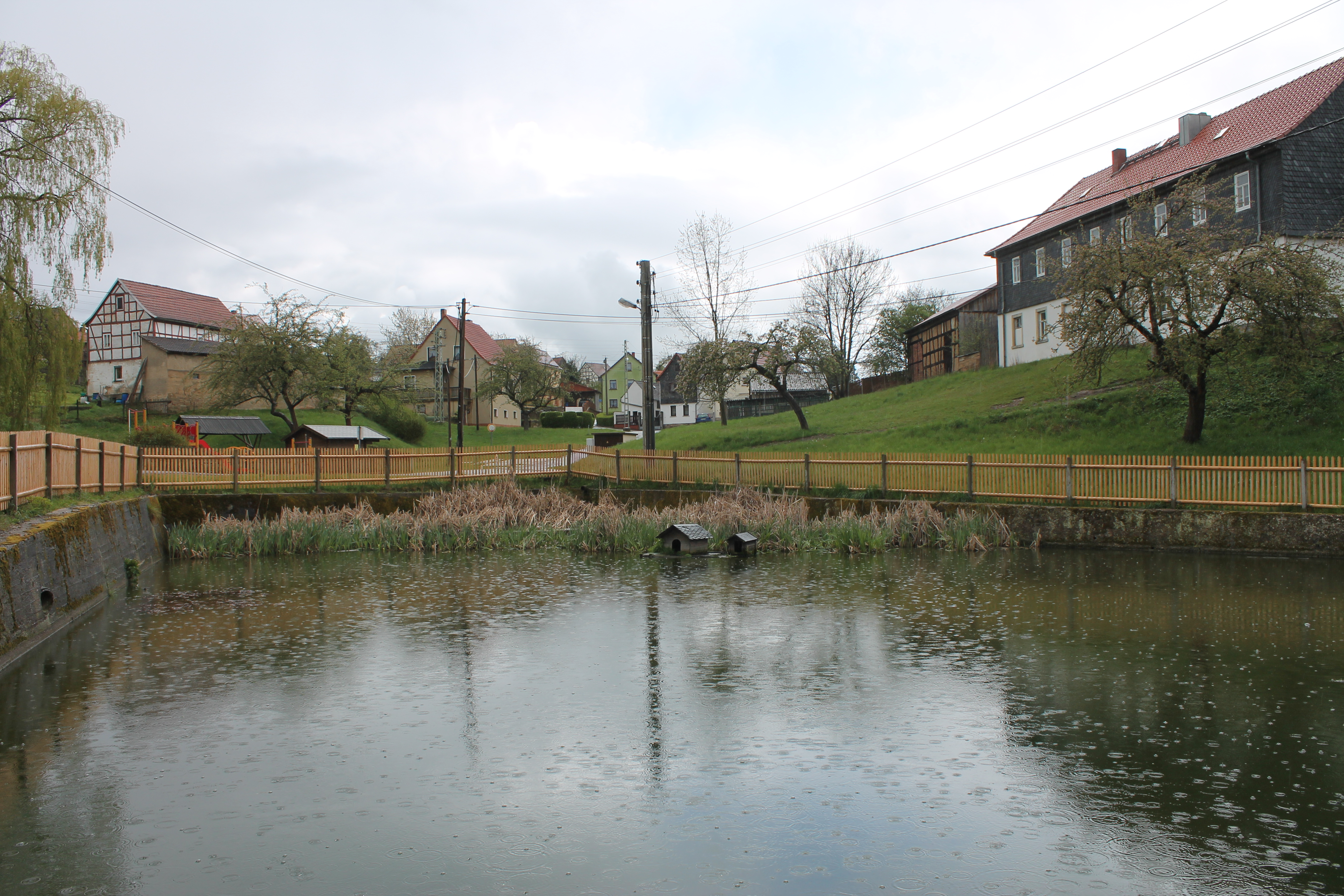
Dorfteich
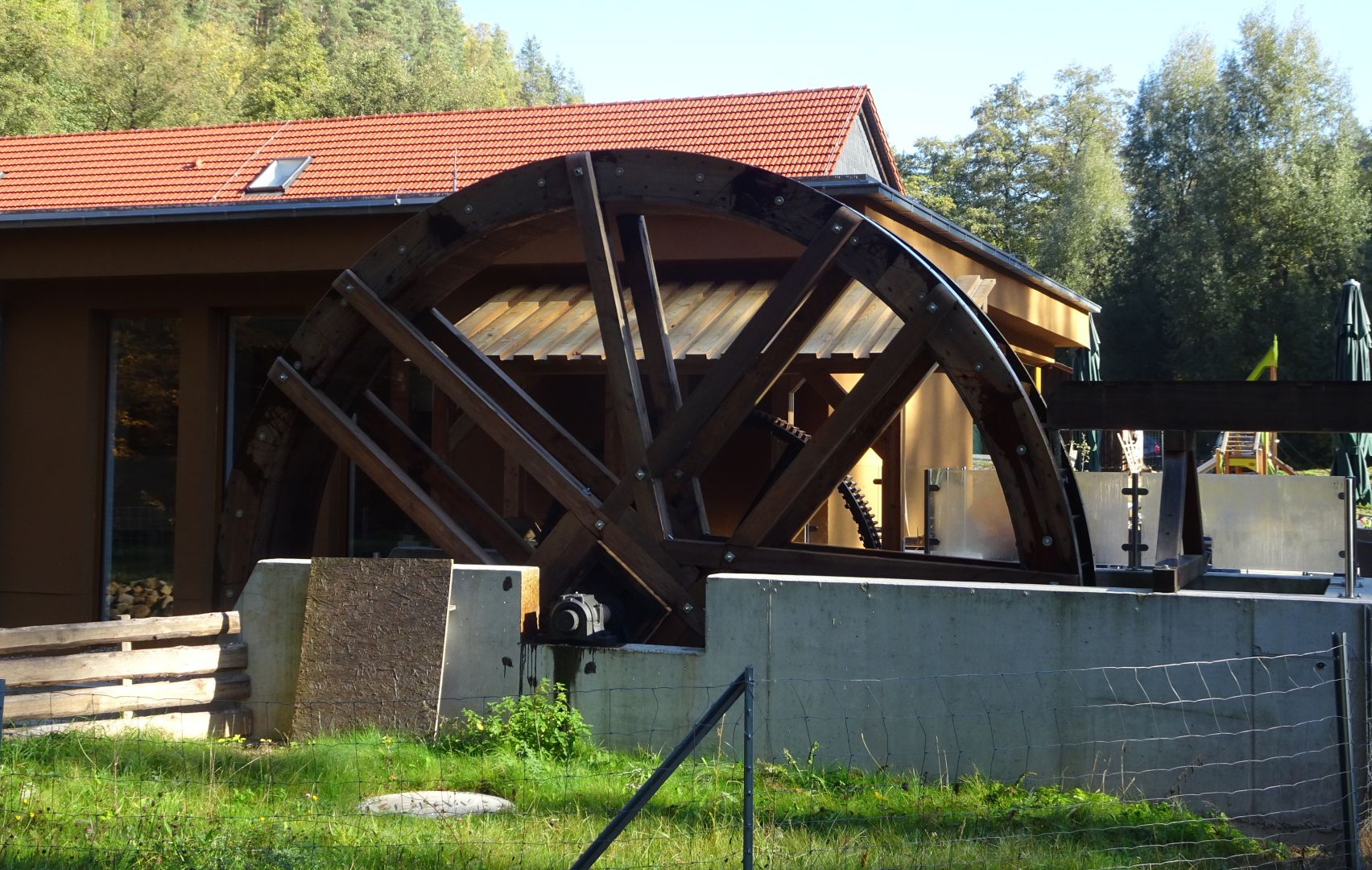
Mühlrad vor dem Brauereigasthof Ziegenmühle
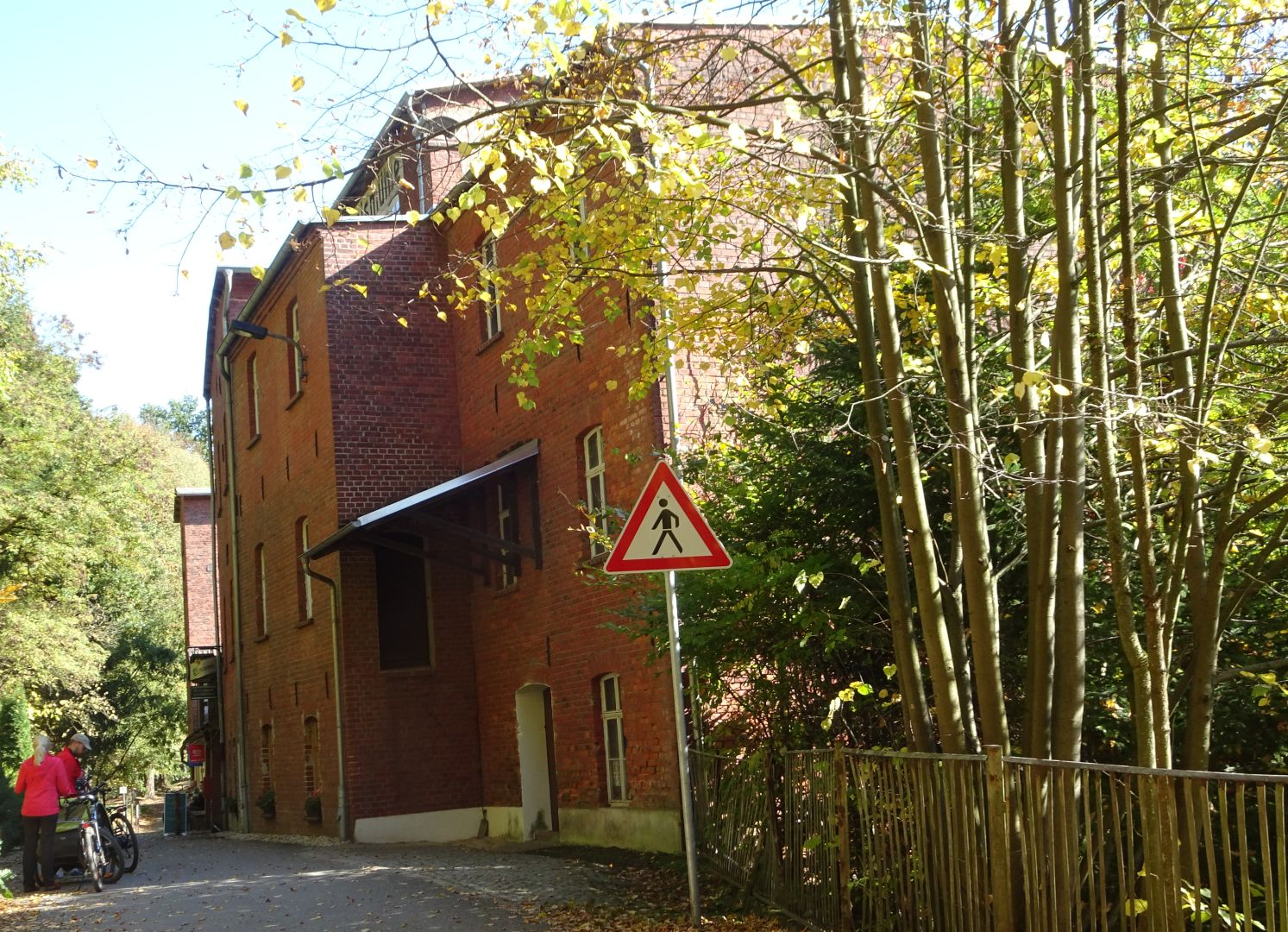
Reiterhof und Gasthaus Janismühle

## Tourismus
Im Norden des Ortsgebiets verläuft der touristisch attraktive Zeitzgrund mit der Janismühle und Papiermühle, im Osten das Teufelstal mit der Teufelstalbrücke.